# Johannes Kolmodin

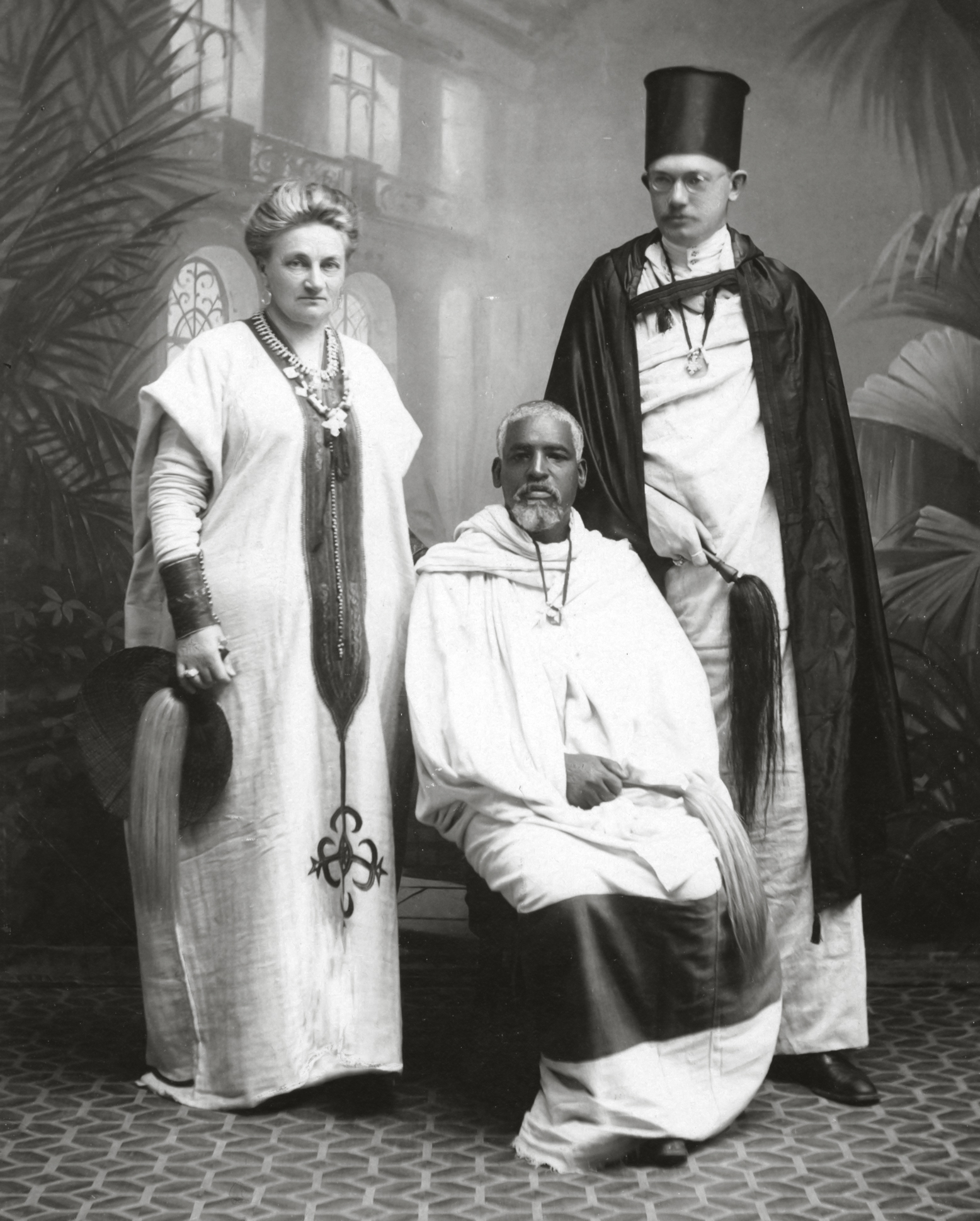
Johannes Kolmodin, tillsammans med Sophie Wallin från Stockholm och missionspastorn Tewelde Medhen från Etiopien, i abessinska dräkter, fotograferade 1910 i Karlstad.

Johannes Axel Kolmodin, född 22 februari 1884 i Bromma socken, död 9 oktober 1933 i Addis Abeba, var en svensk språkvetare och diplomat.

## Biografi
Johannes Kolmodin var son till Adolf Kolmodin, en framstående teolog och missionsledare, och dennes hustru Nelly von Post, och tillhörde samma prästsläkt som psalmförfattaren Israel Kolmodin samt var kusin med Hampus von Post. Han var bror till bland andra Gustaf Kolmodin och Rudolf Kolmodin.
Genom faderns yrke kom han tidigt i kontakt med samtidens akademiska forskning rörande orientalistik, grekiska och semitiska språk. Sedan han 1901 inskrivits vid Uppsala universitet blev han aktiv i Juvenalorden, och kom i sitt vetenskapliga engagemang att stå Sven Hedin, Harald Hjärne, Sven Lidman och Adrian Molin nära.
Efter åtta års studier följde Kolmodin med sin far på en inspektionsresa till Evangeliska Fosterlandsstiftelsens missionsarbete i Östafrika. Under denna period studerade Kolmodin språk och folkloristik samt började lära sig turkiska. Efter en tid i Etiopien företog han arkivstudier i Konstantinopel, fortsatte sedan sina studier i turkiska i Berlin, doktorerade 1914 och innehade en docentur i semitiska språk i Uppsala 1914–1921.
År 1917 återvände han till Konstantinopel, i första hand för att studera material om Karl XII. Han knöts till staden genom att utnämnas till honorärattaché för att 1920 bli dragoman. Vid flera tillfällen var han även tillfällig chargé d'affaires. Från 1923 innehade han titeln legationssekreterare och 1928–1931 förste legationssekreterare. Han har kallats för Sveriges "siste dragoman".
I Kolmodins historiska studier samarbetade han med Arthur Stille och Ahmet Refik, men trots understöd av ärkebiskop Nathan Söderblom har mycket lite av detta arbete publicerats. Ett annat centralt forskningsfält var mötet mellan grekisk-ortodoxa kyrkan och islam som präglat Konstantinopels historia.
År 1924 hamnade Kolmodin återigen i Etiopien, sedan kronprinsen Ras Tafari (som senare fick namnet Haile Selassie som kejsare) sett hans porträtt under ett svenskt statsbesök och begärt att få honom som politisk rådgivare. I Etiopien fick han sedermera titeln legationsråd i disponibilitet och var sedan i tjänst hos Haile Selassie. På grund av Kolmodin kom den etiopiska utrikestjänsten att organiseras som den svenska. Kolmodins liv slutade plötsligt 1933. Han gravsattes under högtidliga former i Uppsala 8 juni 1934.
Enligt vissa uppgifter bidrog Kolmodin starkt till att det nya turkiska alfabetet – genom Turkiets dåvarande president Mustafa Kemal Atatürks stora språkreform, som bland annat innebar att det arabiska alfabetet frångicks - inkluderade bokstaven ö. Dessa uppgifter är dock mycket oklara.